# پنه‌لوپه (فیلم ۲۰۰۶)
پنلوپه (انگلیسی: Penelope) فیلمی در ژانر کمدی رمانتیک فانتزی به کارگردانی مارک پالانسکی و نویسندگی لسلی کوانی است که در سال ۲۰۰۶ منتشر شد.

## بازیگران
- کریستینا ریچی در نقش پنلوپه واهرن
- جیمز مک‌آووی در نقش جان "جانی مارتین" و "ماکس کمپیون"
- ریس ویترسپون در نقش انی
- کاترین اوهارا در نقش جسیکا واهرن
- نیک فراست در نقش کمپیون واقعی را بازی می‌کرد
- راسل برند در نقش سم
- پیتر دینکلیج در نقش لمون
- ریچارد ای گرانت در نقش فرانکلین
- بورن گورمن در نقش لری
- لنی هنری در نقش کرول
- نایجل هیورز در نقش ادوارد